# Dominicaanse Republiek op de Olympische Jeugdzomerspelen 2010
De Dominicaanse Republiek nam deel aan de Olympische Jeugdzomerspelen 2010 in Singapore, de eerste editie van de Olympische Jeugdspelen.

## Medailleoverzicht
| Sport                                                                     | Olympiër        | Discipline          | Medaille |
| ------------------------------------------------------------------------- | --------------- | ------------------- | -------- |
| Atletiek                                                                  | Luguelin Santos | 400 m (m)           | Goud     |
| Atletiek                                                                  | Fany Chalas     | 100 m (v)           | Brons    |
| Als lid van een gemengd landenteam (telt niet mee voor landen klassement) |                 |                     |          |
| Atletiek                                                                  | Luguelin Santos | wisselestafette (m) | Goud     |

## Deelnemers en resultaten
(m) = mannen, (v) = vrouwen 

### Atletiek
| Olympiër                                                                  | Discipline          | Resultaat | Prestatie                                               |
| ------------------------------------------------------------------------- | ------------------- | --------- | ------------------------------------------------------- |
| Luguelin Santos                                                           | 400 m (m)           | Goud      | 1R serie 4: 46,82 (1e) A-finale: 47,11                  |
| Luguelin Santos + BRA Caio Dos Santos + JAM Odane Skeen + USA Najee Glass | wisselestafette (m) | Goud      | A-finale: 1.51,38                                       |
|                                                                           |                     |           |                                                         |
| Fany Chalas                                                               | 100 m (v)           | Brons     | 1R serie 3: 11,70 (1e) A-finale: 11,65                  |
| Maria Mancebo                                                             | 1000 m (v)          | 11e       | kwalificatie serie 2: 2.51,62 pr (4e) A-finale: 2.55,16 |

### Gewichtheffen
| Olympiër              | Discipline    | Resultaat | Prestatie                        |
| --------------------- | ------------- | --------- | -------------------------------- |
| Yineisi Reyes Marinez | tot 53 kg (v) | 4e        | 166 kg (trekken: 80, stoten: 86) |

### Worstelen
| Olympiër       | Discipline                 | Resultaat | Prestatie |
| -------------- | -------------------------- | --------- | --- |
| Jeffry Serrata | vrije stijl, tot 54 kg (m) |           | groep B (3e) 1-3 TUR Mehmet Ali Daylak 0-4 JPN Yuki Takahashi 3-1 TUN Maher Ghanmi 3-0 CGO Prince Mbambi 5e/6e plaats 1-3 AUS Jayden Lawrence |

### Zeilen
| Olympiër       | Discipline | Resultaat | Prestatie                                               |
| -------------- | ---------- | --------- | ------------------------------------------------------- |
| Eduardo Ariza  | dinghy (m) | 16e       | 126 punten (172-46) (11-25-20-21-21-11-9-14-6-15-14-5)  |
|                |            |           |                                                         |
| Paloma Esteban | dinghy (v) | 20e       | 150 punten (198-48) (26-17-20-11-18-22-13-22-13-3-5-28) |

Afghanistan · Albanië · Algerije · Amerikaanse Maagdeneilanden · Amerikaans-Samoa · Andorra · Angola · Antigua en Barbuda · Argentinië · Armenië · Aruba · Australië · Azerbeidzjan · Bahama's · Bahrein · Bangladesh · Barbados · België · Belize · Benin · Bermuda · Bhutan · Bolivia · Bosnië en Herzegovina · Botswana · Brazilië · Britse Maagdeneilanden · Brunei · Bulgarije · Burkina Faso · Burundi · Cambodja · Canada · Centraal-Afrikaanse Republiek · Chili · China · Chinees Taipei · Colombia · Comoren · Congo-Brazzaville · Congo-Kinshasa · Cookeilanden · Costa Rica · Cuba · Cyprus · Denemarken · Djibouti · Dominica · Dominicaanse Republiek · Duitsland · Ecuador · Egypte · El Salvador · Equatoriaal-Guinea · Eritrea · Estland · Ethiopië · Fiji · Filipijnen · Finland · Frankrijk · Gabon · Gambia · Georgië · Ghana · Grenada · Griekenland · Groot-Brittannië · Guam · Guatemala · Guinee · Guinee‑Bissau · Guyana · Haïti · Honduras · Hongarije · Hongkong · Ierland · IJsland · India · Indonesië · Irak · Iran · Israël · Italië · Ivoorkust · Jamaica · Japan · Jemen · Jordanië · Kaaimaneilanden · Kaapverdië · Kameroen · Kazachstan · Kenia · Kirgizië · Kiribati · Koeweit · Kroatië · Laos · Lesotho · Letland · Libanon · Liberia · Libië · Liechtenstein · Litouwen · Luxemburg · Macedonië · Madagaskar · Malawi · Malediven · Maleisië · Mali · Malta · Marshalleilanden · Marokko · Mauritanië · Mauritius · Mexico · Micronesië · Moldavië · Monaco · Mongolië · Montenegro · Mozambique · Myanmar · Namibië · Nauru · Nederland · Nederlandse Antillen · Nepal · Nicaragua · Nieuw-Zeeland · Niger · Nigeria · Noord-Korea · Noorwegen · Oeganda · Oekraïne · Oezbekistan · Oman · Oostenrijk · Oost‑Timor · Pakistan · Palau · Palestina · Panama · Papoea-Nieuw-Guinea · Paraguay · Peru · Polen · Portugal · Puerto Rico · Qatar · Roemenië · Rusland · Rwanda · Saint Kitts en Nevis · Saint Lucia · Saint Vincent en Grenadines · Salomonseilanden · Samoa · San Marino · Sao Tomé en Principe · Saoedi-Arabië · Senegal · Servië · Seychellen · Sierra Leone · Singapore · Slovenië · Slowakije · Soedan · Somalië · Spanje · Sri Lanka · Suriname · Swaziland · Syrië · Tadzjikistan · Tanzania · Thailand · Togo · Tonga · Trinidad en Tobago · Tsjaad · Tsjechië · Tunesië · Turkije · Turkmenistan · Tuvalu · Uruguay · Vanuatu · Venezuela · Verenigde Arabische Emiraten · Verenigde Staten · Vietnam · Wit-Rusland · Zambia · Zimbabwe · Zuid-Afrika · Zuid-Korea · Zweden · Zwitserland